# Danmarks Næste Topmodel (mùa 3)
Mùa thứ ba của Danmarks Næste Topmodel. Chương trình bắt đầu vào ngày 20 tháng 9 năm 2012 trên Kanal 4.
Giống như trong mùa trước, thứ tự gọi tên cho quá trình loại bỏ bây giờ là ngẫu nhiên và mọi cô gái đều học được bản án của mình một cách độc lập cho dù cô ấy có thể đạt được vòng kế tiếp hay không. Định dạng này đã được chuyển thể từ Germany's Next Topmodel.
Điểm đến quốc tế của mùa này là Milan & Como cho top 8.
Người chiến thắng của mùa này là Line Rehkopff, 18 tuổi từ Odense. Cô đã nhận được các giải thưởng của mình là: 1 hợp đồng người mẫu với Unique Models và lên ảnh bìa tạp chí cùng 6 trang biên tập cho Cover.

## Các thí sinh
(Tuổi tính từ ngày dự thi)
| Thí sinh                  | Tuổi | Chiều cao              | Quê quán    | Bị loại ở | Hạng  |
| ------------------------- | ---- | ---------------------- | ----------- | --------- | ----- |
| Bianca Weisshaupt         | 22   | 1,77 m (5 ft 9+1⁄2 in) | Nørresundby | Tập 2     | 15–14 |
| Simone Pedersen           | 19   | 1,76 m (5 ft 9+1⁄2 in) | Hvidovre    | Tập 2     | 15–14 |
| Yasmina Bach              | 19   | 1,72 m (5 ft 7+1⁄2 in) | Aalborg     | Tập 3     | 13    |
| Caroline Larsen           | 21   | 1,78 m (5 ft 10 in)    | Vanløse     | Tập 4     | 12    |
| Ida Gottlieb              | 17   | 1,72 m (5 ft 7+1⁄2 in) | Odense      | Tập 5     | 11    |
| Sasja Andersen            | 17   | 1,76 m (5 ft 9+1⁄2 in) | Herlev      | Tập 6     | 10    |
| Nanna Wentzel             | 15   | 1,75 m (5 ft 9 in)     | Taastrup    | Tập 7     | 9     |
| Hanna Jensen              | 15   | 1,76 m (5 ft 9+1⁄2 in) | Sorø        | Tập 7     | 8     |
| Christina Simonsen        | 22   | 1,74 m (5 ft 8+1⁄2 in) | Aalborg     | Tập 8     | 7–6   |
| Emma Jensen               | 15   | 1,77 m (5 ft 9+1⁄2 in) | Sorø        | Tập 8     | 7–6   |
| Anna Levsen               | 15   | 1,76 m (5 ft 9+1⁄2 in) | Janderup    | Tập 9     | 5–4   |
| Gudrun Eir Hermannsdottir | 20   | 1,73 m (5 ft 8 in)     | Esbjerg     | Tập 9     | 5–4   |
| Marie Louise Bang         | 19   | 1,78 m (5 ft 10 in)    | Aarhus      | Tập 10    | 3     |
| Julie Lillelund           | 17   | 1,78 m (5 ft 10 in)    | Viby J      | Tập 10    | 2     |
| Line Rehkopff             | 18   | 1,75 m (5 ft 9 in)     | Odense      | Tập 10    | 1     |

- Hanna & Emma là chị em sinh đôi nhưng họ vẫn được đánh giá riêng.

## Các tập

### Tập 1
Khởi chiếu: 20 tháng 9 năm 2012
20 thí sinh bán kết được đưa tới phòng đánh giá để bắt đầu cuộc thi. Họ đã được gặp ban giám khảo và đã có một buổi phỏng vấn với họ. Sau khi tất cả đã phỏng vấn xong, ban giám khảo đã quyết định sẽ chia tay 3 cô gái ra khỏi cuộc thi.
Ngày hôm sau, 17 thí sinh còn lại đã có buổi chụp hình đầu tiên trong áo tắm kim loại. Vào buổi đánh giá đầu tiên, 15 cô gái đã được chọn và sẽ bước vào cuộc thi.
- Nhiếp ảnh gia: Sean McMenomy

### Tập 2
Khởi chiếu: 27 tháng 9 năm 2012
15 cô gái được di chuyển tới căn hộ của mình. Ngày hôm sau, họ đã được gặp Uffe & tổng biên tập của tạp chí Cover Liv Winther tại tiệm salon Mugshot Hair cho diện mạo mới của mình.
Ngày tiếp theo, họ đã buổi chụp hình tiếp theo hóa thân thành ngôi sao nhạc rock. Vào buổi đánh giá ngày hôm sau với sự xuất hiện giám khảo khách mời là Mike Nielsen & Kristinn Óli Hrolfsson, Gudrun Eir là người có tấm ảnh đẹp nhất tuần còn Bianca & Simone lần lượt là 2 thí sinh đầu tiên bị loại.
- Nhiếp ảnh gia: Sune Czajkowski
- Khách mời đặc biệt: Mike Nielsen, Kristinn Óli Hrolfsson, Liv Winther

### Tập 3
Khởi chiếu: 4 tháng 10 năm 2012
13 cô gái còn lại được Caroline hướng dẫn về cách ăn uống điều độ tại căn hộ. Sau đó, họ được học về cách chuẩn bị cho buổi casting từ Jesper & Liv Winther trước khi có thử thách casting cho Kinder Bueno, Christina chiến thắng thử thách và cô chọn Julie để cùng xuất hiện trong chiến dịch quảng cáo cho Kinder Bueno.
Ngày hôm sau, họ đã có buổi chụp hình tiếp theo trên đống cỏ khô, trong khi họ phải cố gắng tỏ ra quyến rũ. Vào buổi đánh giá ngày tiếp theo với sự xuất hiện giám khảo khách mời là Liv Winther, Nanna là người có tấm ảnh đẹp nhất tuần còn Yasmina là thí sinh tiếp theo bị loại.
- Khách mời đặc biệt: Liv Winther

### Tập 4
Khởi chiếu: 11 tháng 10 năm 2012
12 cô gái còn lại đã có buổi học catwalk với Connie trước khi có thử thách trình diễn thời trang cho nhà thiết kế Malene Birger, Line chiến thắng thử thách và nhận được một bộ đồ từ nhà thiết kế, cùng với việc cô chọn Julie để nhận một phần thưởng nữa là một bữa tối với giám khảo Oliver. Trong khi đó, Ida & Hanna là 2 người có phần thể hiện tệ nhất nên sẽ phải đi bộ về căn hộ trong giày cao gót.
Ngày hôm sau, các cô gái đã có buổi chụp hình tiếp theo quảng cáo cho Ilva, trong khi họ phải hóa thân thành manơcanh và tạo dáng trên xe giao hàng. Vào buổi đánh giá ngày tiếp theo, Julie là người có tấm ảnh đẹp nhất tuần còn Caroline là thí sinh tiếp theo bị loại.
- Khách mời đặc biệt: Connie, Malene Birger

### Tập 5
Khởi chiếu: 18 tháng 10 năm 2012
11 cô gái còn lại đã có một buổi tập nhảy với Christiane trước khi có thử thách nhảy nhót, và kết quả là Line chiến thắng thử thách và nhận được 1 chiếc túi xách đắt tiền.
Ngày hôm sau, các cô gái đã có một buổi quay video âm nhạc cho ca sĩ Christopher Nissen, Set the Record Straight. Trong đó, các cô gái đều được phân vai cho video với Gudrun Eir là người được nhận vai chính. Vào buổi đánh giá ngày tiếp theo, Gudrun Eir là người có màn thể hiện tốt nhất tuần còn Ida là thí sinh tiếp theo bị loại.
- Khách mời đặc biệt: Christiane Schaumburg-Müller, Christopher Nissen

### Tập 6
Khởi chiếu: 25 tháng 10 năm 2012
10 cô gái còn lại đã được đưa tới nhà hát Hoàng gia Đan Mạch cho một buổi học múa balê từ người mẫu Cecilie Lassen trước khi bước vào thử thách hóa thân theo cảm xúc qua việc tạo dáng trên đường phố, Anna chiến thắng thử thách và nhận được một đôi giày cao gót đắt tiền, cùng với việc cô chọn Julie để nhận một phần thưởng nữa là một buổi thư giãn ở spa.
Ngày hôm sau, họ đã có buổi chụp hình tiếp theo hóa thân thành người phụ nữ sống trong ngôi nhà di động. Vào buổi đánh giá ngày tiếp theo với sự xuất hiện giám khảo khách mời là Cecilie Lassen, Julie là người có tấm ảnh đẹp nhất tuần còn Sasja là thí sinh tiếp theo bị loại. Sau đó, Caroline đã thông báo cho các cô gái là họ sẽ được bay tới Milan, nhưng ban giám khảo sẽ cân nhắc để chọn 1 người phải ra về trước khi bay nước ngoài.
- Khách mời đặc biệt: Cecilie Lassen

### Tập 7
Khởi chiếu: 1 tháng 11 năm 2012
9 cô gái còn lại được gặp Uffe tại sân bay để biết được ai sẽ được bay ra nước ngoài. Kết quả là Nanna là người mà ban giám khảo nghĩ là không sẵn sàng để đi nước ngoài nên cô đã phải ra về. Sau đó, 8 cô gái còn lại được đưa tới Milan và sau khi tới nơi, họ được chia cặp cho thử thách casting cho 3 nơi: một nhà thiết kế, một nhiếp ảnh gia và quản lí người mẫu Monster Management, khi Michael Giannini đóng vai thành một ông chủ giận dữ để kiểm tra sự kiên nhẫn và cách xử lí tình huống của họ. Các cô gái sau đó được di chuyển tới biệt thự của mình tại Como.
Ngày hôm sau, họ đã có buổi chụp hình tiếp theo trong đồ lót tại quảng trường Duomo. Vào buổi đánh giá ngày tiếp theo, Marie Louise là người có tấm ảnh đẹp nhất tuần còn Hanna là thí sinh tiếp theo bị loại, trong buổi loại trừ đầy cảm xúc nhất của Caroline và các cô gái còn lại.
- Khách mời đặc biệt: Michael Giannini

### Tập 8
Khởi chiếu: 8 tháng 11 năm 2012
7 cô gái còn lại đã tự tổ chức một bữa tiệc tại biệt thự sau khi buổi loại trừ kết thúc. Ngày hôm sau, họ được gặp lại Michael Giannini tại quản lí người mẫu Monster Management thử thách casting cho kem dưỡng da bằng tiếng Ý, Julie chiến thắng thử thách và nhận được 1 chiếc máy ảnh thông minh từ Samsung cùng với một chiếc máy tính bảng Samsung Galaxy Tab 3 7.0.
Ngày tiếp theo, các cô gái được đưa tới khách sạn Grand Hotel Tremezzo cho buổi chụp hình tiếp theo hóa thân thành cô gái giàu có nhưng sang chảnh. Sau đó, họ bay về Copenhagen cho buổi đánh giá ngày kế tiếp, Julie là người có tấm ảnh đẹp nhất tuần còn Emma & Christina lần lượt là 2 thí sinh tiếp theo bị loại.
- Nhiếp ảnh gia: Sean McMenomy
- Khách mời đặc biệt: Michael Giannini

### Tập 9
Khởi chiếu: 15 tháng 11 năm 2012
5 cô gái còn lại đã có một buổi học về cách cải thiện khuyết điểm của gương mặt từ Uffe trước khi tham gia vào thử thách tự chụp hình khắc phục khuyết điểm trước gương, Marie Louise chiến thắng thử thách và cô chọn Gudrun Eir để nhận thưởng là một bộ váy từ nhà thiết kế Lasse Spangenberg.
Ngày hôm sau, họ đã có buổi chụp hình tiếp theo cho ảnh bìa tạp chí Cover. Vào buổi đánh giá ngày tiếp theo với sự xuất hiện giám khảo khách mời là Malene Malling, Line là người có tấm ảnh đẹp nhất tuần còn Anna & Gudrun Eir lần lượt là 2 thí sinh tiếp theo bị loại.
- Nhiếp ảnh gia: Rasmus Skousen
- Khách mời đặc biệt: Lasse Spangenberg, Malene Malling

### Tập 10
Khởi chiếu: 22 tháng 11 năm 2012
3 cô gái còn lại đang dọn dẹp căn hộ trước khi họ bất ngờ được gặp người thân của mình. Ngày hôm sau, họ đã có buổi chụp hình cuối cùng là ảnh chân dung cho mỹ phẩm Max Factor, khi họ sẽ được hóa thân thành một người nổi tiếng.
| Thí sinh     | Người nổi tiếng sẽ hóa thân |
| ------------ | --------------------------- |
| Julie        | Jackie Kennedy              |
| Line         | Gwen Stefani                |
| Marie Louise | Elvis Presley               |

Ngày tiếp theo, họ phải thu dọn hành lí của mình để rời khỏi căn hộ trước khi có buổi tập luyện catwalk cuối cùng với Toniah Pedersen. Sau đó, họ được tâm sự với Caroline trước khi gặp lại những cô gái bị loại trước đó để bước vào buổi trình diễn thời trang cuối cùng trong phòng đánh giá. Vào buổi đánh giá cuối cùng, Marie Louise là người đầu tiên bị loại, Julie trở thành á quân còn Line trở thành quán quân thứ ba của Danmarks Næste Topmodel.
- Nhiếp ảnh gia: Sean McMenomy
- Khách mời đặc biệt: Mina Ingerslev, Toniah Pedersen, Malene Malling

## Thứ tự gọi tên
| 1  | Sasja     | Gudrun    | Nanna     | Julie     | Emma      | Julie     | Christina | Marie     | Marie     | Line   | Line  |  |  |  |  |  |
| 2  | Hanna     | Line      | Gudrun    | Line      | Hanna     | Line      | Hanna     | Christina | Anna      | Marie  | Julie |  |  |  |  |  |
| 3  | Emma      | Christina | Marie     | Anna      | Anna      | Marie     | Marie     | Gudrun    | Julie     | Julie  | Marie |  |  |  |  |  |
| 4  | Simone    | Ida       | Anna      | Sasja     | Nanna     | Christina | Julie     | Line      | Gudrun    | Gudrun |       |  |  |  |  |  |
| 5  | Ida       | Caroline  | Emma      | Emma      | Gudrun    | Gudrun    | Gudrun    | Anna      | Line      | Anna   |       |  |  |  |  |  |
| 6  | Caroline  | Sasja     | Hanna     | Hanna     | Christina | Anna      | Anna      | Julie     | Christina |        |       |  |  |  |  |  |
| 7  | Christina | Anna      | Line      | Christina | Sasja     | Emma      | Line      | Emma      | Emma      |        |       |  |  |  |  |  |
| 8  | Julie     | Emma      | Caroline  | Gudrun    | Marie     | Hanna     | Emma      | Hanna     |           |        |       |  |  |  |  |  |
| 9  | Yasmina   | Hanna     | Christina | Nanna     | Line      | Nanna     | Nanna     |           |           |        |       |  |  |  |  |  |
| 10 | Marie     | Julie     | Ida       | Ida       | Julie     | Sasja     |           |           |           |        |       |  |  |  |  |  |
| 11 | Anna      | Marie     | Julie     | Marie     | Ida       |           |           |           |           |        |       |  |  |  |  |  |
| 12 | Gudrun    | Yasmina   | Sasja     | Caroline  |           |           |           |           |           |        |       |  |  |  |  |  |
| 13 | Line      | Nanna     | Yasmina   |           |           |           |           |           |           |        |       |  |  |  |  |  |
| 14 | Nanna     | Simone    |           |           |           |           |           |           |           |        |       |  |  |  |  |  |
| 15 | Bianca    | Bianca    |           |           |           |           |           |           |           |        |       |  |  |  |  |  |

     Thí sinh có tấm ảnh đẹp nhất
     Thí sinh bị loại trước phòng đánh giá
     Thí sinh bị loại
     Thí sinh chiến thắng
- Thứ tự gọi tên chỉ lần lượt từng người an toàn
- Tập 1 là tập casting. Chương trình bắt đầu với 20 thí sinh bán kết và thu hẹp xuống còn 17. Trong số 17 cô gái, 15 người cuối cùng được chọn để chuyển sang cuộc thi chính.
- Trong tập 7, Nanna bị loại ở sân bay trước khi các cô gái đến Milan.

### Buổi chụp hình
- Tập 1: Đồ tắm kim loại (casting)
- Tập 2: Ngôi sao nhạc Rock
- Tập 3: Quyến rũ trên đống cỏ khô
- Tập 4: Manơcanh trong xe giao hàng cho Ilva
- Tập 5: Video âm nhạc: Set the Record Straight - Christopher Nissen
- Tập 6: Cuộc sống trong ngôi nhà di động
- Tập 7: Đồ lót ở quảng trường Duomo
- Tập 8: Cô gái giàu có
- Tập 9: Ảnh bìa tạp chí Cover
- Tập 10: Ảnh chân dung của người nổi tiếng cho Max Factor